# Abraham Usque
Abraham Usque (Abraham ben Salomon Usque), Duarte Pinhel de son nom chrétien, est un théologien et éditeur juif d'origine portugaise du XVIe siècle. Il est l'éditeur du texte de la Bible de Ferrare.

## Biographie
Né à Lisbonne au début du XVIe siècle, il y publie plusieurs ouvrages. En 1543, il doit fuir l'Inquisition et s'installe à Ferrare, en Italie du Nord, où à cette époque les Juifs étaient accueillis. C'est là qu'avec le typographe juif espagnol Yom-Tob Atias il édite en 1553 la Bible de Ferrare, bible hébraïque en ladino. Pour l'établissement du texte, il s'est appuyé sur un texte qui s'est progressivement constitué en Espagne à partir du XIVe siècle.
Il a publié également d'autres ouvrages, parmi lesquels Consolação às Tribulações de Israel de Samuel Usque (en), certainement un proche mais on ne connaît pas le lien exact (frère, cousin, … ?), et Menina e Moça, roman de Bernardim Ribeiro.
Il semble qu'il ait repris l'imprimerie de Yom-Tob Atias après la publication de la Bible de Ferrare, dès l'été 1553, et il est attesté comme imprimeur à Ferrare jusqu'en 1558.
L'emblème (marque d'imprimeur) de son imprimerie est une sphère armillaire, avec la devise in te domine spes mea sur un ruban enroulé autour du pied de la sphère et les lettres A et V (initiales d'Abraham Usque) de part et d'autre de ce pied. La sphère armillaire est, au Portugal à partir du XVe siècle, un emblème associé aux grandes expéditions et découvertes maritimes. Selon Yosef H. Yerushalmi, cette marque d'imprimeur n'est pas seulement un rappel de ses origines portugaises mais « un symbole des plus récentes errances du peuple juif qui, ballotté par la tempête de ses infortunes, espère trouver un havre de paix ».